# Chiesa di Santa Maria Maddalena (Cremosano)
La chiesa di Santa Maria Maddalena è la parrocchiale di Cremosano, in provincia di Cremona e diocesi di Crema; fa parte della zona pastorale nord.

## Storia
La prima citazione di una chiesetta a Cremosano è da ricercare nella bolla di papa Callisto II datata 11 maggio 1120, nella quale si legge che la cappella era sottoposta al monastero di San Paolo d'Argon; la situazione è confermata dalla bolla di papa Onorio II del 21 aprile 1125.
Nel XIII secolo la chiesa passò sotto la giurisdizione del monastero cremasco di San Benedetto, anche se nel Quattrocento risultava dipendente almeno per l'amministrazione dei battesimi, dalla pieve di Palazzo Pignano.
Nel Cinquecento venne edificata la nuova chiesa, che nel 1566 venne visitata dal vescovo di Piacenza Bernardino Scotti, il quale annotò che il beneficio ammontava a 1500 libre, che il giuspatronato apparteneva al suddetto monastero di Crema e che i fedeli erano 331.
Nel 1580 la parrocchia, che erano ancora dipendente dal monastero benedettino di Crema, fu staccata dalla diocesi di Piacenza per essere aggregata a quella neo-costituita di Crema; tre anni dopo entrò a far parte del vicariato di Trescore Cremasco.
Nel 1768, con la soppressione del monastero di Crema, il giuspatronato passò alla famiglia Vailati; nel 1822 risultava che il beneficio era pari a 729.15 lire e che i parrocchiani ammontavano a 492.
Nel 1896 la chiesa fu oggetto di un importante intervento di rifacimento. Nel 1970, con la soppressione del vicariato di Trescore, la parrocchia entrò a far parte della nuova zona pastorale nord.

## Descrizione

### Esterno
La facciata della chiesa, che è in stile neoclassico, è a salienti ed è scandita da lesene sorreggenti un fregio caratterizzato da triglifi e da metope decorate, al di sopra del quale vi è centralmente un timpano di forma triangolare.

### Interno
Opere di pregio qui conservate sono gli affreschi rappresentati la Gloria di Santa Maria Maddalena, eseguito da Gian Giacomo Barbelli, e altri episodi della vita della santa, le raffigurazioni di altri santi, in particolare dei santi Rocco e Sebastiano, della Crocifissione e uno stendardo in cui sono ritratti la Madonna del Trionfo e il Trionfo Eucaristico.